# 香叶子
香叶子（学名：Lindera fragrans）为樟科山胡椒属下的一个种。其种加词“Fragrans”意为“芳香的”，“有着甜美气味的”。